# 女性ホルモン
女性ホルモン（、英語: female hormones）とは、性ホルモンのうち女性の性腺に大きく関与しているホルモンである。 雌性ホルモン（）ともいう。
卵胞ホルモン（エストロゲン）と黄体ホルモン（ゲスターゲン）の2種類があり、うち女性らしい体つきなどへの影響が大きいエストロゲンを特に指して女性ホルモンと呼ぶ場合もある。
女性の大きい性的特徴であるバストも女性ホルモンがどのように分泌されたかで形が変わるといわれる。